# انتی-سور-لمون
انتی-سور-لمون (به فرانسوی: Anthy-sur-Léman) یک کمون در فرانسه است که در canton of Thonon-les-Bains-Ouest واقع شده‌است. انتی-سور-لمون ۴٫۶۲ کیلومتر مربع مساحت دارد.